# Chalky White
Albert "Chalky" White è un personaggio immaginario dalla serie televisiva Boardwalk Empire - L'impero del crimine in onda sulla rete americana HBO e in Italia su Sky Cinema 1. È interpretato da Michael Kenneth Williams.
Chalky è un gangster nero e capo della comunità afroamericana di Atlantic City. È socio in affari, tra i più leali, di Nucky Thompson. Basato sulla vita reale di Albert Chalky Wright.

## Prima stagione
Chalky viene incaricato di guidare le operazioni di traffico di liquori dopo che Mickey Doyle viene arrestato dall'agente del proibizionismo Nelson Van Alden. Mentre una sera tratta con Nucky sulla percentuale che dovrebbe guadagnare sull'alcol, viene ucciso il suo autista e linciata la sua auto con una scritta "il liquore uccide". Nucky incarica suo fratello Eli, sceriffo di Atlantic City, di trovare il colpevole, e portarlo da Chalky. Eli lo cattura e lo interroga, per poi lasciarglielo direttamente faccia a faccia con lui. Tuttavia l'uomo catturato dallo sceriffo, che è uno dei capi del Ku Klux Clan è completamente estraneo ai fatti. In seguito ad un accordo di affari con Mayer Lansky e i D'Alessio, un gruppo di tre fratelli che vuole contrabbandare liquori e far concorrenza a Nucky, Chalky capisce che vi sono proprio questi ultimi dietro l'assassinio del suo autista e uccide il diretto responsabile, soffocandolo.

## Seconda stagione
Chalky si vede invadere il suo deposito di liquori da un gruppo di uomini appartenenti al Ku-Klux-Clan. Reagisce sparando alla spalla ad uno di loro, poi fa rapporto a Nucky sull'accaduto. L'uomo da lui stesso ferito muore e Nucky, chiede ad Eli di arrestarlo per evitare ripercussioni da tutto il resto della setta. Una volta in carcere, e in attesa di essere rilasciato su cauzione, Chalky conosce Dunn Purnsley, che in seguito diventerà il suo più stretto assistente. Una volta uscito di prigione, deve vedersela con la comunità afroamericana in fermento per le vittime macinate dal Ku Klux Clan quando Chalky era in carcere. Su suggerimento di Nucky, ordina a Dunn Purnsley di guidare uno sciopero dei suoi uomini in piena stagione turistica ad Atlantic City, al fine di ottenere gli uomini della setta che gli han crivellato il suo deposito, più un risarcimento di 3000 dollari per ogni famiglia delle loro vittime. La città è temporaneamente in mano a Jimmy Darmody mentre Nucky è a Belfast per preparare il contrattacco e riprendersela. Jimmy perde la situazione di mano per tanti motivi, sciopero degli uomini di Chalky incluso, e scende a patti col boss afroamericano per farlo terminare. Chalky detta le condizioni citate poc'anzi, le stesse proposte precedentemente a Nucky, e una volta che Jimmy e Richard gli consegnano gli uomini del Ku Klux Clan autori della sparatoria al deposito, più il risarcimento alle famiglie delle vittime, fa terminare lo sciopero. Stabilisce poi su richiesta di Jimmy un incontro tra lui e Nucky per far cessare la fine della guerra intrapresa dal giovane per il controllo della città.

## Terza stagione
Chalky fidanza ufficialmente la sua prima figlia, Maybelle, con il suo fidanzato, Samuel Crawford, un laureando in medicina. Si reca poi con Purnsley nella camera d'albergo di Eddie Cantor, un noto ballerino al fine di mostrargli il disappunto per non poter vedere i suoi spettacoli a causa del divieto d'ingresso a uomini dalla pelle scura in alcuni teatri. La guerra tra Nucky Thompson e Gyp Rosetti è in pieno svolgimento e Chalky è l'unico socio che gli resta mentre gli altri, incluso Rothstein, gli negano l'appoggio. Chalky nasconde Nucky ed il suo domestico Eddie Kessler, gravemente ferito in una sparatoria, in un posto isolato fuori città, e convoca il suo futuro genero ad estrarre la pallottola conficcata nel corpo del maggiordomo. 
Mentre si procede all'estrazione di questa, Chalky riceve la visita inaspettata di Gyp Rosetti, e riesce ad impedirgli di entrare nel casolare alle sue spalle ove è nascosto Nucky. Per l'appoggio offerto al boss di Atlantic City Chalky gli chiede la proprietà del suo locale Babette, precedentemente distrutto da un attentato di Rosetti ai danni di Nucky, il quale acconsente.
Sopraggiunge Eli da Chicago con Al Capone con i suoi uomini, e nonostante le scaramucce iniziali con questi ultimi, Chalky stermina insieme a loro ed il suo gruppo in un agguato gli uomini di Joe Masseria, alleato di Gyp nella guerra contro Nucky.

## Quarta stagione
Per aver aiutato Nucky a riprendersi Atlantic City da Gyp Rosetti, Chalky rileva Babette, il suo locale distrutto da un attentato del boss siciliano, e lo ristruttura rinominandolo Onyx Club. Il suo aiutante, Dunn Purnsley uccide un impresario di spettacolo mentre viene sorpreso da quest'ultimo in una scappatella con sua moglie. Chalky era in trattativa con costui, e va su tutte le furie. Per colpa del socio della vittima poi, il dottor Valentine Narcisse, si ritrova senza gente da esibire nel suo club.
Chalky ordina a Purnsley di seppellire il corpo e trovare la moglie della vittima, fuggita durante l'omicidio. La ritrova invece in compagnia di Narcisse in una delle sue stanze private ove il dottore vi entra senza autorizzazione. Tra i due non corre buon sangue e lo si capisce sin dal loro primo incontro. Gli affari prima di tutto e Nucky sistema la vicenda proponendo a Narcisse il 10 per cento delle entrate della settimana. Chalky a malincuore accetta.
Giorni dopo Chalky conosce tramite Narcisse la talentuosa cantante Daughter Maitland, dalla quale ne segue una relazione extraconiugale, e allo stesso tempo prepara gli ultimi dettagli per le nozze della primogenita Maybelle. La comunità afroamericana è in fermento a causa di alcuni giovani morti di eroina e Chalky, soprattutto su pressione di Nucky, è chiamato a risolvere la faccenda e scopre che dietro di essa vi è il dottor Narcisse. Si dirige in seguito ad Harlem e gliela brucia dinanzi ai suoi occhi. La faida tra i due è in pieno svolgimento e Nucky rifiuta di appoggiarlo poiché per riconoscenza della sua alleanza contro Rosetti, gli ha già ceduto il club. Narcisse medita un agguato ai suoi danni e chiede a Daughter di aiutarlo. 
Durante una sera passata in compagnia della cantante, Chalky riceve la visita inaspettata di Purnsley, che dice di aver trovato Narcisse e propone come eliminarlo. Purnsley non è mai stato una mente pensante, Chalky lo sa e si accorge che anch'egli è in combutta con il suo nemico. Scoppia una rissa dove Chalky ne esce vincitore solo grazie all'aiuto di Daughter, che accoltella Purnsley alle spalle. Il gesto costa caro alla ragazza che scatena le ire di Narcisse, e la punisce in modo violento.
Chalky viene informato dell'accaduto dal suo pianista del club mentre riceve in casa la famiglia del suo futuro genero, e corre dalla cantante a soccorrerla. Decide di regolare i conti a modo suo senza prima consultare Nucky, ma viene ferito ad una spalla nel tentativo. Richard Harrow, da poco ingaggiato come cameriere nel suo club, gli presta aiuto fasciandogli la spalla ferita.
In accordo con Nucky lascia temporaneamente insieme a Daughter la città grazie ad una scorta del sindaco, ma durante il tragitto questi tentano di ucciderlo. Chalky e la sua amante però riescono ad avere la meglio e trovano rifugio ad Havre De Grace, la residenza di Oscar Boneau, il suo mentore quando era agli inizi come gangster. Giorni dopo sfugge ad un altro attentato ordito da Narcisse dove il suo mentore perde la vita nel difenderlo. Chalky sospetta di un accordo sottobanco preso tra Nucky e Narcisse, e si reca dal boss di Atlantic City insieme agli uomini che vivono con Oscar per chiarire la questione. Nucky lo convince di essersi accorto troppo tardi che Narcisse aveva in pugno anche il sindaco nonché riguardo alla sua eroina che circolava dentro le casse di alcolici. Gli garantisce infine che entrambi vogliono la sua testa e fissa un summit definitivo tra lui e Narcisse.
Nella resa dei conti, all'Onyx Club in mano a Narcisse, Chalky è disposto a cedergli tutto purché il dottore lasci perdere Daughter. Richard, incaricato da Nucky di far fuori Narcisse, colpisce per sbaglio Maybelle, da giorni ostaggio del dottore, davanti agli occhi del padre. Chalky è affranto dal dolore e gli uomini di Oscar devono trascinarlo via con la forza dal club, per non finir in mano ai federali che irrompono nel locale e arrestano Narcisse.
Non potendo più tornare ad Atlantic City dopo quanto accaduto, Chalky resta a vivere ad Havre De Grace.

## Quinta stagione
Passano sette anni e Chalky è ai lavori forzati. Aveva tentato di ricominciare da capo fino a quando uno dei suoi uomini confessa tutto alla polizia dopo esser stato catturato. Durante una sosta per riprendersi dagli sforzi nello spaccar pietre, scoppia una rivolta e Chalky uccide la guardia che possiede le chiavi delle catene con il suo stesso fucile, per poi evadere. Lo fa insieme a Milton, un tipo mentalmente instabile, e lo segue con questi che sostiene di trovare un luogo ove è nascosta una cassaforte. Vi trovano invece una casa di periferia dove vivono una madre e una figlia, con Milton che le tiene in ostaggio. Per non essere riuscito ad aprire la cassaforte, Milton minaccia di uccidere la ragazza, Chalky glielo impedisce, uccidendolo con un colpo di martello al collo. La famiglia tenuta in ostaggio, ringrazia, gli danno tutti i soldi che hanno e lo lasciano andare, chiudendo un occhio sulla vicenda per riconoscenza.
Torna ad Atlantic City e ritrova Nucky che a sua volta gli offre dei soldi ed un posto dove stare per non essere braccato dalla polizia. La sua famiglia vive da tempo a St. Louise, e di Narcisse, Nucky non sa più nulla. Mickey Doyle riesce a nasconderlo bene dalla polizia, e questo fa sì che Chalky possa recarsi ad Harlem per regolare i conti con Narcisse.
Ma giunto nel suo ufficio dopo aver eluso la sorveglianza all'ingresso, Chalky ritrova Daughter con sua figlia, la piccola Althea alla quale riconoscerà in seguito di esserne il padre. La giovane cantante ha da tempo inciso un disco a sue spese ma Narcisse le impedisce di pubblicarlo avendo in pugno tutti i discografici della zona. Sopraggiunge in seguito il dottore, che si consegna a Chalky dentro l'ufficio disarmato. Da tempo avente problemi con Charlie Luciano, boss in ascesa, Narcisse gli propone di lavorare per lui. Chalky accetta a patto che Daughter possa finalmente pubblicare il suo disco, consapevole di un suo eventuale tradimento in futuro.
Ad accordi presi viene difatti messo sotto tiro da un'uscita secondaria del locale da alcuni uomini del dottore. Chalky muore così, con gli occhi chiusi e la mente pensante alla voce di Daughter un'ultima volta prima della sua esecuzione.